# Контрактовый дом

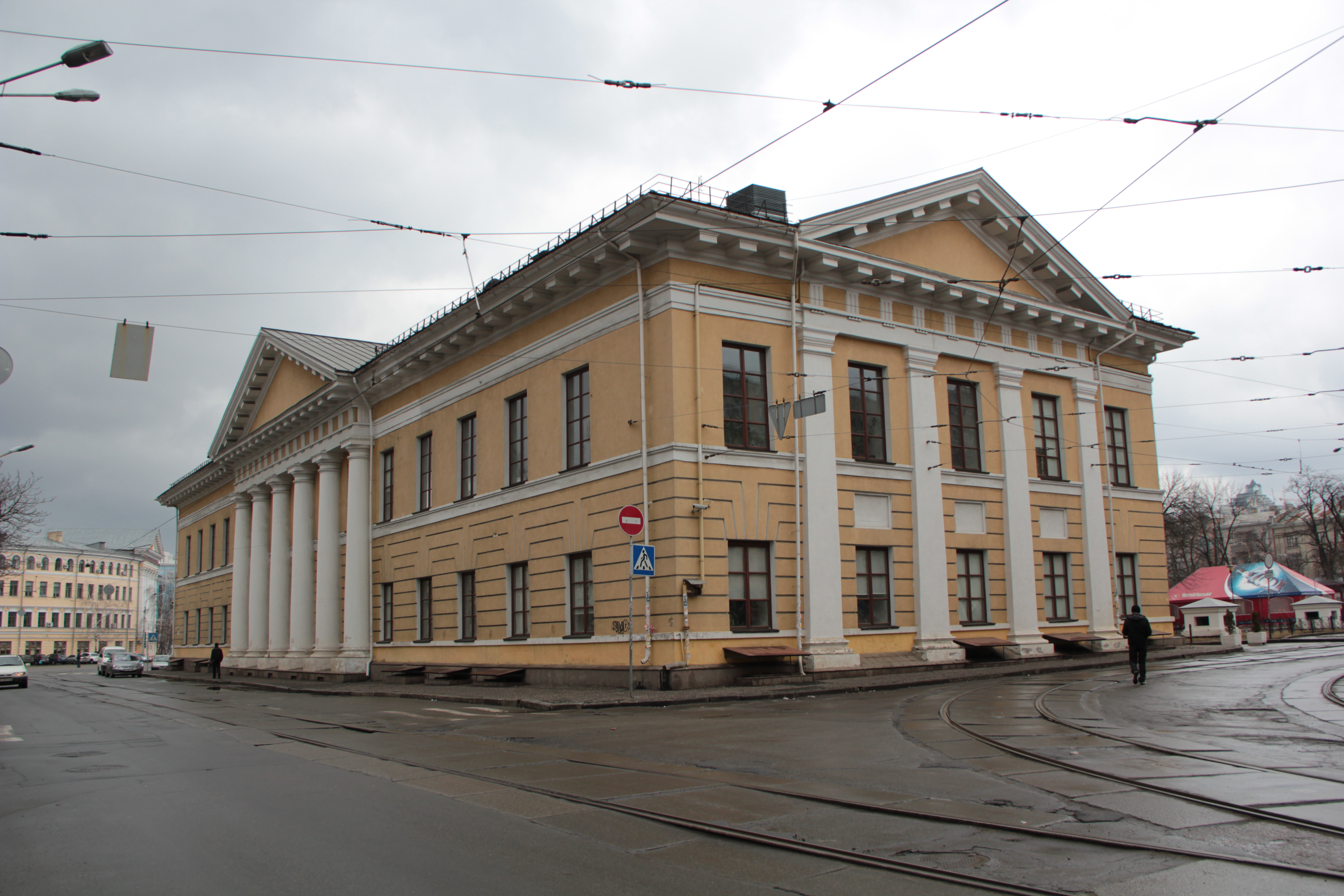
Контрактовый дом

Контра́ктовый дом — исторический торговый дом на Контра́ктовой площади в Киеве. Построен в 1815—1817 годах. Один из многочисленных образцов архитектуры классицизма в городе.
Название дома связано с контрактами, то есть торговыми сделками, заключёнными в помещении.
Адрес — Контрактовая площадь, 2.

## История строительства
После пожара 1811 года в Киеве сгорел второй этаж первого контрактового дома, построенного в 1800—1801 годах, в результате чего здание оказалось непригодным для выполнения своих функций. Именно поэтому в 1815—1817 годах по проекту английского архитектора Вильяма Гесте и при участии украинского архитектора Андрея Меленского был построен новый Контрактовый дом.
Контра́ктовый дом с самого начала планировался как главный очаг киевских контрактовых ярмарок, кроме того, в проектах, которым не суждено было воплотится в жизнь, была также постройка здания магистрата, которая должна была быть доминантной в комплексе. Справа располагался бы Контра́ктовый дом, слева должны были построить почтовую управу.

## Архитектура
Главный фасад здания со стороны площади имеет четырёхколонный портик дорийского ордера, увенчанный треугольным фронтоном. Неправильные контуры планировки (а именно непрямые углы в соединении стен, поворот колоннады по отношению к ней всего здания) обусловлены конфигурацией участка застройки.
Центральные участки северного и западного фасадов украшены портиками пилястров дорийского ордера, восточный фасад — портиком из трёхчетвертных колонн. При реконструкции интерьера мебель для здания была разработана архитектором Ирмой Иосифовной Каракис.

## История помещения
Киевская контрактовая ярмарка действовала до Октябрьской революции 1917 года. До этого времени в Контрактовом доме побывали Николай Гоголь, Тарас Шевченко, Оноре де Бальзак, Адам Мицкевич и другие выдающиеся личности того периода.
Кроме того, на втором этаже Контрактового дома находился зал для концертов. Тут выступали знаменитые артисты — в январе 1847 года венгерский пианист и композитор Ференц Лист, польские музыканты — братья Генрик и Юзеф Венявские, скрипач Кароль Липинский, бельгийский виолончелист Адриен-Франсуа Серве (впоследствии он напишет книгу «Воспоминания о Киеве»), итальянская певица Анджелика Каталани, русский скрипач Гаврила Рачинский и многие другие. В 1890-х годах в помещении Контрактового дома проводились спектакли, организованные Киевским драматическим сообществом.
После 1917 года в помещении Контрактового дома работали Торговая академия и Торговый музей, позже — различные технические училища. С середины 1990-х годов в Контрактовом доме расположилась Межбанковская валютная биржа, в организации деятельности которой значительную роль сыграл известный советский украинский экономист Вадим Гетьман.